# Spriggina
La spriggina (Spriggina floundersi) è un enigmatico organismo fossile, vissuto alla fine del Proterozoico (Ediacariano, circa 550 milioni di anni fa). I suoi resti sono stati rinvenuti principalmente in Australia.

## Descrizione

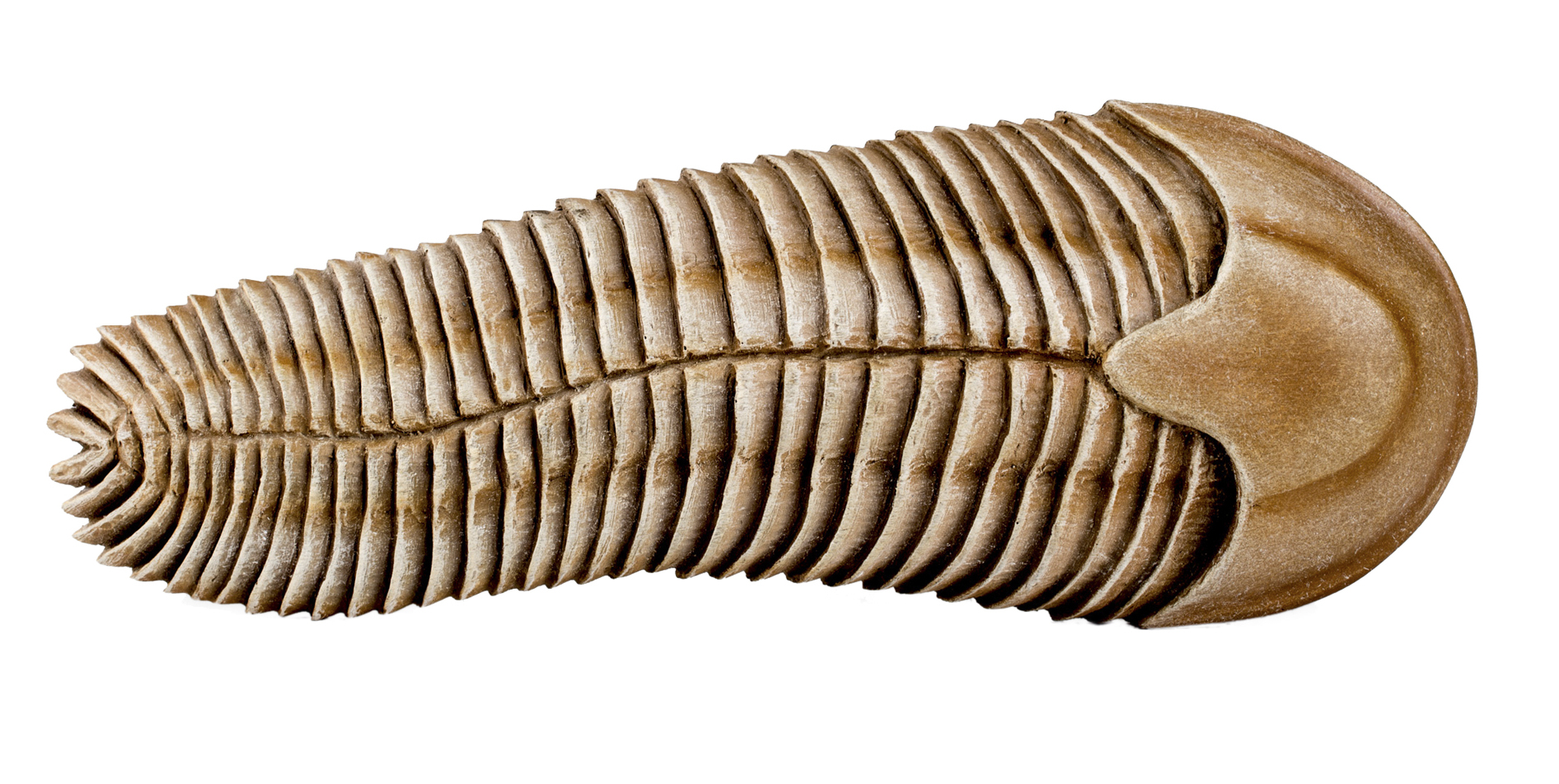
Ricostruzione al MUSE di Trento

Questo organismo segmentato raggiungeva una lunghezza di circa tre centimetri, e potrebbe essere stato un predatore. La parte inferiore del suo corpo era ricoperta da due file di dure placche che si intersecavano fra loro, mentre una singola fila ricopriva la parte superiore. I primi segmenti del corpo erano fusi insieme a formare una sorta di testa, che potrebbe aver posseduto occhi e antenne.
La spriggina aveva una forma oblunga, e i due segmenti che costituivano la testa avevano la forma di un ferro di cavallo. Un paio di depressioni sulla superficie superiore del primo segmento potrebbero indicare la presenza di occhi; sul secondo segmento, invece, vi erano forse piccole antenne.
Alcuni fossili di spriggina mostrano quella che potrebbe essere la traccia di una bocca circolare al centro della testa, ma l'interpretazione di simili tracce è messa in discussione dalle piccole dimensioni della creatura, in relazione soprattutto alla grana grossa dell'arenaria in cui è conservata. Peraltro, non esistono tracce di zampe. La simmetria della spriggina non è propriamente bilaterale, ma sembra essere stata una simmetria a scorrimento, con segmenti spostati di mezzo intervallo. In alcuni esemplari i segmenti corporei sono curvati all'indietro, facendo assomigliare l'intero corpo a una sequenza di parentesi; in altri esemplari, invece, i segmenti erano più o meno dritti. Tra questi due estremi, in ogni caso, sembra che vi fossero diversi gradi di curvatura.

## Ritrovamenti fossili
La spriggina è conosciuta solo in terreni dell'Ediacariano (circa 550 milioni di anni fa). Alcuni fossili risalenti al Vindyhano (1.200 milioni di anni fa) sono stati ascritti a Spriggina, ma sembra evidente che si tratti in realtà di batteri.

## Classificazione
Le affinità di questo organismo sono attualmente sconosciute; la spriggina è stata classificata di volta in volta come un anellide, come una “fronda” marina affine a Charnia, oppure come un artropode estremamente primitivo, forse affine ai trilobiti.
Alcuni studiosi hanno riscontrato affinità tra la spriggina e l'attuale anellide polichete Tomopteris, ma la mancanza di chetae in tutti i fossili a disposizione e alcune diversità morfologiche notevoli sembrerebbero escludere la spriggina dal phylum degli anellidi.

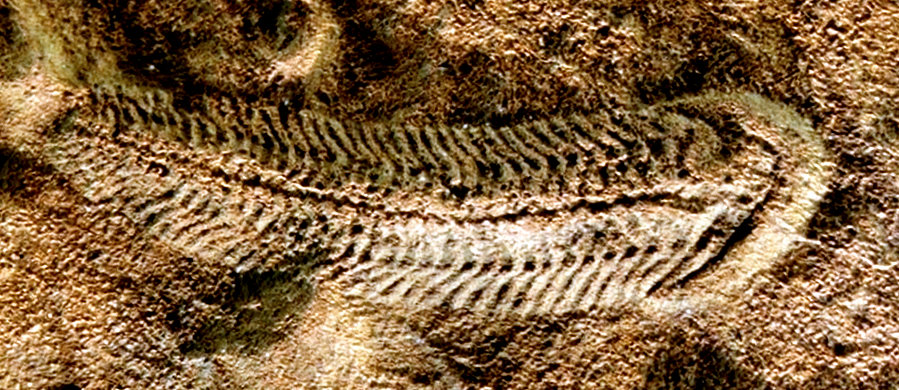
Fossile di Spriggina

L'accostamento ai rangeomorfi (Rangeomorpha), un gruppo di organismi dall'aspetto di fronda caratteristici della fauna di Ediacara che potrebbero rappresentare addirittura un regno a sé stante, è invece basato sui segmenti corporei ripetuti. Altri studiosi propendono invece per una parentela con gli artropodi; nonostante la sua simmetria a scorrimento decisamente inusuale, la spriggina è stata accostata ai trilobiti più che altro per una somiglianza superficiale. In ogni caso, la mancanza di zampe segmentate nei fossili conosciuti sembrerebbe escludere, per il momento, una possibile parentela con gli artropodi.

## Scoperta
Il genere spriggina è stato denominato in onore di Reginald Sprigg, che scoprì i primi esemplari della fauna di Ediacara nelle Flinders Ranges in Australia meridionale. La specie Spriggina floundersi è attualmente riconosciuta come l'unica appartenente al genere; un'altra presunta specie, Spriggina ovata, è stata ascritta a un nuovo genere, Marywadea.